# Juan Benjamín Terán
Juan Benjamín Terán  (San Miguel de Tucumán, Argentina, 26 de diciembre de 1880 - Buenos Aires, Argentina, 8 de diciembre de 1938) fue un historiador, pensador, educador, escritor, ministro de la Corte Suprema de Justicia y político argentino. 
Se graduó en derecho en 1902 con una tesis sobre la Escuela histórica en derecho y en sociología en la Universidad de Buenos Aires. También se desempeñó como profesor de lengua y filosofía y rector de la Universidad Nacional de Tucumán. Fue uno de los miembros principales del grupo que dio origen y fundó en 1914 la Universidad Nacional de Tucumán. Realizó estudios sobre historia sudamericana que fueron publicados, en mérito de los cuales, fue nombrado miembro de número de la Academia Argentina de Letras.

## La Universidad de Tucumán
En 1875 se creó en Tucumán la Facultad de Jurisprudencia y Ciencias Políticas, que debía ser base de una Universidad. Pero problemas económicos y de falta de arraigo determinaron su desaparición en 1881.
Luego de su graduación universitaria, Juan B. Terán fue consciente de que no bastaba la prosperidad material surgida de la industria azucarera, sin la construcción de un proyecto cultural que englobara el modelo de crecimiento provincial. En la búsqueda de éste objetivo, ejerció una gran influencia cultural a través de su cargo de presidente de la Sociedad Sarmiento. Como presidente de esa asociación impulsó la creación de la Revista de Letras y Ciencias Sociales, en colaboración con Alberto Rougés y el poeta Ricardo Jaimes Freyre desde cuyas páginas se dio a conocer aspectos novedosos de la literatura como el modernismo o el pensamiento de Miguel de Unamuno. El interés de Terán hacia nuevas ciencias como la sociología se tradujo en el intercambio de cartas que tuvo con el pensador francés Gabriel Tarde a mediados de 1900. Su principal preocupación era la erección de una universidad en Tucumán, que permitiera impulsar la autonomía cultural del norte argentino frente a las universidades de Córdoba y del Litoral. 
En 1908 los diputados provinciales Juan B. Terán y José B. González presentan a la Legislatura Provincial el proyecto de creación de la Universidad de Tucumán. De este modo comenzaron a materializarse las inquietudes de la llamada Generación del centenario: Alberto Rougès, Ernesto Padilla, Miguel Lillo, Julio López Mañan, Ricardo Jaimes Freyre, Juan Heller, José Graciano Sortheix, José Ignacio Araoz, entre otros miembros de un grupo singular en la historia de la cultura del interior del país.
El proyecto de Juan B. Terán y José González recién cristalizaría en ley en 1912, y debió esperar dos años más para que -bajo el gobierno de Ernesto E. Padilla- se pusiera en marcha la nueva casa. Sus comienzos son modestos, dado que se la constituyó federando instituciones ya existentes. Elegido rector de la nueva casa de estudios, su labor estuvo orientada a convertirla en el polo cultural del norte argentino, teniendo como eje una visión "industrialista" de la educación universitaria, con preferencia hacia las carreras técnicas más propicias para el desarrollo y optimización de la industria azucarera. 
Se desempeñó como rector de la Universidad de Tucumán en forma consecutiva hasta el año 1929, cuando presentó su renuncia en razón del rechazo de los estudiantes reformistas a ciertas medidas disciplinarias adoptadas dentro de la Casa de Estudios, lo que motivó una huelga y la toma del rectorado. Terán renunció al rectorado e 19 de agosto de 1929, retirándose de todo cargo docente en la universidad. En su reemplazo, los estudiantes impulsaron la elección de Julio Prebisch frente a la oposición del cuerpo de profesores de la institución.

## Sobre su vida política
Participó con mucha visión en la Convención Constituyente de Tucumán, en 1907. A él se debe la inserción del Art. 34 de la Constitución de la provincia de Tucumán (reemplazada en 1990) que dice: “La Legislatura reglamentará el trabajo y la salubridad en las fábricas y especialmente el trabajo de las mujeres y niños”. 
También es recordada su intervención en el embellecimiento del Parque 9 de Julio, cuando en 1925 realizó la compra de las réplicas de las estatuas griegas en Europa, por encargo de la Comisión de Vecinos presidida por José Ignacio Aráoz, y avalada por el gobierno de Miguel Mario Campero.
En 1935 fue candidato senador nacional por Capital Federal, quedando en segundo lugar contra Alfredo Palacios. El presidente Agustín Pedro Justo lo designó juez de la Corte Suprema de Justicia por decreto del 4 de octubre de 1935, desempeñándose en este cargo hasta su inesperado fallecimiento en Buenos Aires el 8 de diciembre de 1938. Sus restos fueron trasladados a San Miguel de Tucumán y sepultados en el Cementerio del Oeste de esa ciudad, en medio de los homenajes tributados por todos los sectores de la vida pública y académica de la provincia.

## Sus aportes a la historia de la Argentina
La etapa final desde 1933 hasta su prematura muerte, fue aquella en que Terán llega a la plenitud de su pensamiento, estructurando un sistema axiológico que totaliza los períodos anteriores y da cimiento a sus obras más maduras que serían el libro sobre el general Paz y el ensayo sobre la Nación Argentina.
Terán pensó a “Tucumán – región” como unidad geopolítica, y su deseo era escribir una historia de la Argentina vista desde el interior. En ese afán proponía un horizonte regional y no provinciano, pero tejiendo su trama fundamental con acontecimientos y factores nacionales.
No se detuvo a detallar los conflictos entre caudillos provincianos, sino que prefirió preguntarse por su origen, trascendiendo las explicaciones ad-hominem y utilizando un espíritu crítico ecuánime y sin concesiones hacia unitarios o federales, débiles o poderosos.
En esta etapa Terán escribió su medulosa trilogía sobre la historia de Europa y América del siglo XVI al XIX, que lo hizo trascender las fronteras de Argentina como reconocido historiador crítico, científico y filósofo de la historia, dotado de un singular sentido de la nacionalidad sin provincialismos, y con una labor llena de aliento ético.
Entre sus numerosos trabajos históricos y ensayos se destacan Tucumán y el Norte Argentino. Con documentos comprobatorios. 1820-1840 (1910); Unitarios y federales en el Norte (1831-1840) (1911); El descubrimiento de América en la historia de Europa (1916) y una biografía de José María Paz (1936). Varias de sus conferencias se encuentran en Discursos a los argentinos: Al servicio de la novísima generación (1931), El divorcio (1934), La escuela laica (1933), La formación de la inteligencia argentina (1934). Otros de sus discursos y estudios se encuentran Diálogos (París, 1926) y Por mi ciudad (1934. En La salud de la América española (París, 1926) y El nacimiento de la América española (Tucumán, 1927), expuso una concepción nacionalista del pasado. En el libro Lo gótico, signo de Europa (1929), algunos encuentran influencia del sistema fascista. En Espiritualizar nuestra escuela (1932), recoge sus experiencias en la enseñanza destinadas a elevar la sensibilidad y el patriotismo de los alumnos. La fundación de la Universidad de Tucumán le llevó a escribir un estudio con sus modernas concepciones en Una nueva universidad (1923).